# De Provincieshow
De Provincieshow was het televisiedebuut van radiopresentator Peter Van de Veire. In het programma ging één op zoek naar de meest muzikale provincie van Vlaanderen. Het programma liep iedere vrijdag van 7 september 2007 tot 2 november 2007.
In De Provincieshow namen de vijf Vlaamse provincies het in een muzikale competitie tegen elkaar op onder de leiding en coaching van de provinciekapiteins: Axel Daeseleire (Antwerpen), Dana Winner (Limburg), Luc De Vos (Oost-Vlaanderen), Kris Wauters (Vlaams Brabant) en Evy Gruyaert (West-Vlaanderen).
De luisteraars van Radio 2 en de kijkers van één konden De Provincieshow meemaken in de studio en tegelijk als 'volksjury' bepalen welke de meest muzikale provincie van Vlaanderen was.

## Afleveringen

### Aflevering 1 (7 september 2007)
- Duel 1: Antwerpen - West-Vlaanderen (Zalig Nederlandstalig)
- Duel 2: Oost-Vlaanderen - Limburg (Ladies First)
- Duel 3: Vlaams-Brabant - Oost-Vlaanderen (Pop Dertigers)
- Duel 4: Limburg - Antwerpen (Muziek Met Gezag)
- Duel 5: West-Vlaanderen - Vlaams-Brabant (Water)

### Aflevering 2 (14 september 2007)
- Duel 1: Limburg - Vlaams-Brabant (Belgian Beat)
- Duel 2: Oost-Vlaanderen - West-Vlaanderen (Trio's)
- Duel 3: Vlaams-Brabant - Antwerpen (Jongens of Meisjes)
- Duel 4: West-Vlaanderen - Limburg (Soulmate)
- Duel 5: Antwerpen - Oost-Vlaanderen (In Uniform)

### Aflevering 3 (21 september 2007)
- Duel 1: Vlaams-Brabant - West-Vlaanderen (Festivalitis)
- Duel 2: Antwerpen - Limburg (Popdiva's)
- Duel 3: West-Vlaanderen - Antwerpen (Oogappel)
- Duel 4: Oost-Vlaanderen - Vlaams-Brabant (Met Blazers)
- Duel 5: Limburg - Oost-Vlaanderen (High School)

### Aflevering 4 (28 september 2007)
- Duel 1: West-Vlaanderen - Oost-Vlaanderen (Jonge Leeuwen)
- Duel 2: Antwerpen - Vlaams-Brabant (Vlaanderen Vakantieland)
- Duel 3: Oost-Vlaanderen - Antwerpen (Doe Het Zelf)
- Duel 4: Vlaams-Brabant - Limburg (Steracteurs)
- Duel 5: Limburg - West-Vlaanderen (Disco)

### Aflevering 5 (5 oktober 2007)
- Duel 1: Oost-Vlaanderen - Vlaams-Brabant (Feel Good)
- Duel 2: Limburg - Antwerpen (Debutanten)
- Duel 3: Vlaams-Brabant - West-Vlaanderen (Filmhits)
- Duel 4: Antwerpen - Oost-Vlaanderen (Rockers)
- Duel 5: West-Vlaanderen - Limburg (Country)

### Aflevering 6 (12 oktober 2007)
- Duel 1: Oost-Vlaanderen - Limburg (Idolen)
- Duel 2: West-Vlaanderen - Oost-Vlaanderen (Dialect)
- Duel 3: Vlaams-Brabant - Antwerpen (Duetten)
- Duel 4: Limburg - Vlaams-Brabant (Katharina Vandewijer - Johan Verminnen Klassiekers)
- Duel 5: Antwerpen - West-Vlaanderen (Ambiance)

### Aflevering 7 (19 oktober 2007)
- Duel 1: Oost-Vlaanderen - Vlaams-Brabant (Hartenbrekers)
- Duel 2: West-Vlaanderen - Limburg (Under Cover)
- Duel 3: Vlaams-Brabant - West-Vlaanderen (Eurovisiesongfestival)
- Duel 4: Limburg - Antwerpen (Liefde)
- Duel 5: Antwerpen - Oost-Vlaanderen (Dance)

### Aflevering 8 (26 oktober 2007)
- Duel 1: Vlaams-Brabant - Limburg (Passiepop)
- Duel 2: Limburg - Oost-Vlaanderen (In The Mix)
- Duel 3: West-Vlaanderen - Antwerpen (Zingende Presentatoren)
- Duel 4: Oost-Vlaanderen - West-Vlaanderen (Mannen Met Snaren)
- Duel 5: Antwerpen - Vlaams-Brabant (Musical)

### Aflevering 9 (2 november 2007)
- Duel 1: West-Vlaanderen - Oost-Vlaanderen (Motown)
- Duel 2: Limburg - West-Vlaanderen (Alstublief Alternatief)
- Duel 3: Vlaams-Brabant - Antwerpen (Glitter & Glamour)
- Duel 4: Oost-Vlaanderen - Vlaams-Brabant (Joker)
- Duel 5: Antwerpen - Limburg (K3)

## Eindklassement
1. Antwerpen : 829 punten (winnaar)
2. Oost-Vlaanderen : 818 punten
3. Vlaams-Brabant : 787 punten
4. West-Vlaanderen : 786 punten
5. Limburg : 780 punten